# Hermann’s Orgie
Hermann’s Orgie war eine Punkband aus Hamburg, die 1977 von Clement Hülse, Tom Meyer und Frank Peterson gegründet wurde. Die Single Moderne Musik (1979) und das Album Die moderne Welt und andere Disharmonien (1980) wurden auf dem eigenen Hamburger Label Moderne Musik Tonträger veröffentlicht.
Cover-Versionen des Titels Moderne Musik erschienen auf dem Album Tod, Pest, Verwesung (1996) der Coesfelder Punkband Novotny TV und auf dem von der Gruppe Stereo Total beim Label Disko B veröffentlichten Album Paris-Berlin (2007).
2016 veröffentlichte das Label Tapete Records den Song Hamburg vom Album Die moderne Welt und andere Disharmonien auf dem Sampler Falscher Ort Falsche Zeit.

## Diskografie
- 1979: Moderne Musik (EP)
- 1980: Die moderne Welt und andere Disharmonien (LP)